# Gwara lwowska

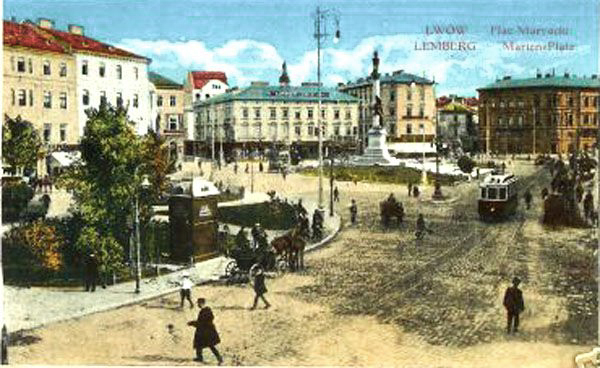
Lwów, 1915

Gwara lwowska, gwara miejska Lwowa – gwara języka polskiego stanowiąca miejską i plebejską odmianę dialektu południowokresowego, używana we Lwowie przez mieszkańców nieznających norm polskiego języka ogólnego, zwłaszcza przed II wojną światową. Poza tym gwara ta funkcjonowała jako żartobliwa mowa rodowitych lwowian wyrażająca humor ludowy i specyficzną mentalność miejskiego plebsu.
Ludność Lwowa nieznająca normy pisanej języka polskiego była z reguły niewykształcona, naśladowała język ogólny panujący w mieście jedynie ze słuchu. Utrudniały jej to dodatkowo różne nawyki językowe obowiązujące w kręgu rodzinnym i środowiskowym. Mowa ta oscylowała zatem między gwarą ludową wyniesioną z domu a potocznym językiem ogólnym słyszanym w mieście. Spory wpływ na gwarę miał także żargon przestępczy i języki obce używane w mieście.
Gwarę miejską określa się jako zjawisko przejściowe między językiem ogólnym a gwarami ludowymi. Zazwyczaj powstaje ona z okolicznej gwary ludowej, która przejmuje cechy języka ogólnego w wyniku osiedlania się ludności wiejskiej w mieście. Gwara miejska Lwowa była szczególnym przypadkiem, ponieważ ze względu na wielojęzyczność regionu nie miała zaplecza w postaci okolicznej polskiej gwary ludowej – wieś okalająca miasto była w swojej masie ukraińska. Polskie wyspy językowe pod Lwowem były późniejsze niż polszczyzna lwowska. Gwarą tą nie posługiwało się zatem bezpośrednio polskie chłopstwo przybywające do miasta, ale niezamożna ludność z rozległych przedmieść. Wywodziła się ona z osiadłych na tych terenach od XIV w. Rusinów, Polaków, spolonizowanych kolonistów niemieckich i czeskich oraz zruszczonych jeńców tatarskich. Do tej podmiejskiej warstwy wnikała także chłopska ludność ukraińska i polska z całego regionu migrująca ze wsi do miasta jako sezonowi robotnicy.

## Rys historyczny
Trudno jest dokładnie ustalić początki gwary miejskiej Lwowa. Powstawała ona przez nakładanie się języka polskiego dominującego w mieście, o wysokim prestiżu społecznym, z ukraińską gwarą ludową przyniesionej wraz z przybywaniem ukraińskiej ludności. Polszczyzna południowokresowa w niższych warstwach społecznych ciążyła ku językowi ukraińskiemu, a język ukraiński zbliżał się do języka polskiego używanego w mieście. Z czasem wykształciła się lwowska wspólnota przedmiejsko-plebejska i jej mowa. Pod koniec XIX w. gwara miejska Lwowa była już w rozkwicie. Lwów wtedy stał się europejską aglomeracją miejską ze swoim miejskim folklorem i ulicznymi piosenkami. Po II wojnie światowej gwara ta zniknęła z miasta w wyniku drastycznego spadku liczby ludności mówiącej po polsku na tych terenach.
Badaniem i opisem tej mowy w ujęciu mniej lub bardziej szczegółowym zajmowali się m.in.: Antoni Danysz, Jan Janów, Roman Kubiński, Tadeusz Lehr-Spławiński, Kazimierz Nitsch, Piotr Parylak, Henryk Ułaszyn, Witold Doroszewski, Antoni Furdal, Jan Zaleski, Zofia Kurzowa, Irena Seiffert.

## Bałak
Plebejską mowę ulicy lwowskiej nazywano bałakiem (od ukr. балакати → gadać). W szczególności termin ten odnosił się do mowy lwowskich batiarów, czyli ulicznych łobuzów, rzezimieszków. Wokół batiarów wytworzył się swego rodzaju mit polegający na postrzeganiu siebie jako kwintesencji „lwowskości”. Niektórzy, zwłaszcza starsi, wręcz z dumą określali się batiarygami, co miało oznaczać „batiara do kwadratu”, jeszcze wyższy stopień „lwowskości”. Funkcjonowały także pochodne terminy jak batiarówka (czapka batiara) czy batiarnia (grupa batiarów lub miejsce, gdzie spędzali czas). Mit Lwowa, Kresów i tamtejszego języka jest żywy także współcześnie. Tymczasem język lwowskiej ulicy przed wojną jako „żargon plebsu” bywał lekceważony i tępiony przez inteligencję, zwalczano go w urzędach i szkołach, rugowano z „dobrych domów”.

## Cechy gwary lwowskiej
Gwara lwowska charakteryzowała się brakiem skodyfikowanych norm poprawnościowych, rozmaitymi uproszczeniami oraz wpływami ukraińskimi w słownictwie i gramatyce. Chwiejność uzależniona była także od czynników społeczno-środowiskowych. Język bezrobotnego batiara przebywającego wśród swoich miał większe natężenie cech charakterystycznych dla bałaku niż w sytuacji, gdy ten sam batiar, przykładowo jako sprzedawca gazet, znalazł się wśród wyższych sfer w mieście i zaczął w pewnym stopniu naśladować tamtejszy kulturalny język. Obce otoczenie i pewne odizolowanie od centrum etnicznie polskiego powodowało, że normy języka ogólnego nie były do końca uświadamiane, a dążenie do nich skutkowało hiperpoprawnością i specyficznymi odstępstwami od języka standardowego.

### Fonetyka

#### Samogłoski
Najbardziej charakterystyczną cechą fonetyczną gwary lwowskiej był akcent wyrazowy wpływający za zmianę barwy samogłosek. Sylaby akcentowane wymawiane były z większą siłą wydechu, dłużej i wyżej pod względem tonu niż sylaby nieakcentowane. Następstwem skupiania całej siły artykulacyjnej na akcentowanych zgłoskach było skrócenie czasu trwania sylab nieakcentowanych i podwyższania (ścieśniania) występujących w nich samogłosek średnich. Wiąże się to z charakterystycznym dla polszczyzny południowokresowej tzw. zaciąganiem. Efekt takiej artykulacji dotyczy zwłaszcza:
- przechodzenia nieakcentowanego e w i, y:
  - w sylabach przedakcentowych: człuwikowi, wilbłondy, kiliszkami, cikawy, nispudziwali, iliktryczny
  - w sylabach poakcentowych: człowik, nawyt, majontyk
  - w wygłosie: ali (ale), wciągli (ciągle), w Polscy, waszy pienkny miastu
- przechodzenia nieakcentowanego o w u:
  - w sylabach przedakcentowych: uferma, która gudzina, kubita sputrafiła, dupruwadził
  - w sylabach poakcentowych: czeguś, ogun, ściskajunc
  - w wygłosie: Jóźku, ona tyku jutru bedzi.

Przykłady: Nu bu ja sy zara myślał, ży ty si moży stydzisz za takiegu kulegi wzglendym moi pudarty spodni. Ta właśni ja ci chciał puwiedzić, co za uszukaństwu. I poszli sobi razym na pientru, hen, wysoku, szczynśliwi, że uboji tak sobi wpadli w oku.
W niektórych piosenkach wymowa pewnych słów mogła wydawać się niekonsekwentna. Różne rozmieszczenie akcentów melodycznych mogło zmieniać położenie akcentu w wyrazie, dlatego przykładowo w jednej piosence można było spotkać zarówno formę pulicaj, jak i policaj.
Częstość występowania samogłosek i, y zwiększały dodatkowo inne zjawiska. Dialekt południowokresowy w miejscu pochylonego e (é) zachowywał jego dawną realizację jako i (y), np. Un ji świży chlib i naliwa mliku. Un tyż był bidny, ali du Widnia pujechał. Ponadto samogłoska i (y) występowała jako wariant e przed spółgłoską r, n oraz j (także z zanikiem końcowego j), np. syr, jij, zbira, w cały Polscy. Zachowana była archaiczna wymowa i przed r (rz), która w polszczyźnie do XV w przeszła w e, np. cztyry, pirsza, umirasz, źwirzy.
Zdarzała się pod wpływem języka ukraińskiego artykulacja głoski y w miejscu, gdzie normalnie występowało i. Pociągało to za sobą także stwardnienie poprzedzającej spółgłoski, np. Chwyleczki, tatuś si pywa napyji. Idy du pywnicy pu trochi szpyrytusu.
W gwarze lwowskiej nie występowały samogłoski nosowe ę, ą. W ich miejscu wymawiane były samogłoski e, o lub połączenia tych samogłosek ze spółgłoską nosową (en, on), np. giemby, zomb, piniondz. W nieakcentowanych sylabach samogłoski nosowe ulegały ścieśnieniu do i, y, u, np. świntegu, w rynkawi, pinkny. Ścieśnieniu mogły ulegać także samogłoski e, o przed spółgłoską nosową, np. pińć, kuń.
Wymowa ą w wygłosie była zbliżona do wymowy o (np. chco, so, z nio), często jednak dźwięk ten był, zwłaszcza w pozycji nieakcentowanej, podwyższony w kierunku u, ale niekoniecznie z nim tożsamy (np. mówiu, przed wojnu, jednu nogu). Samogłoska ę w wygłosie była wymawiana na trzy sposoby: bez nosowości (np. w morde), bez nosowości z dodatkowym podwyższeniem do i, y (np. umry, idy, ja tenskni) lub w połączeniu ze spółgłoską nosową m z lub bez podwyższenia (np. proszem, boim si, widzym, pójdym). Niektóre samogłoski w nagłosie mogły być wymawiane z dodaną jotą, np. Jagnieszka, Jewcia. Nagłosowe o, a zwłaszcza wykrzyknik o! często ulegał labializacji, np. Ta u̯o wyskoknuł bez u̯okno.
Regularnie mieszano i ujednolicano końcówki ą i ę w odmianie przymiotnika, zaimka, liczebnika w połączeniach z rzeczownikiem rodzaju żeńskiego, np. dostać czerwony czapeczki, dawał upolowane dziczyzne.
W niektórych wyrazach istniała tendencja do wypadania samogłosek, przede wszystkim w śródgłosie i nagłosie wyrazów, np. Taliany (Italiany), tyligencja (inteligencja), drechtur (dyrektor). Niektóre wygłosowe grupy spółgłoskowe bywały rozbijane przez wtórną samogłoskę, która w pozycji nieakcentowanej zwykle przechodziła w i, y, np. termumetyr, wiatyr, tryjatyr (teatr), kiosyk, Józyk, czosnyk.

#### Spółgłoski
W gwarze lwowskiej mylono głoski w i ł (u niezgłoskotwórcze), np. Te śliłki w placku so spaniały; zabałny. Zdarzało się mieszanie przyimków w oraz u, np. Ta dzie lizisz u kwiaty; w Stefana (u Stefana). Młode pokolenie lwowian często spółgłoskę ł na końcu sylaby i w wygłosie wymawiało jako u niezgłoskotwórcze (ṷ), a jedynie przed samogłoskami zachowana była wyraźna artykulacja jako spółgłoska przedniojęzykowo-zębowa [ɫ] (w wyrazach typu: pudełeczko, łuk). W formach odmiany czasowników istniała tendencja do zaniku tej samogłoski w wygłosie i śródgłosie, np. pomóg, umar, puprzysiong, przyszydym, pęk, ucik.
Dawna spółgłoska ř ([r̝]) w pewnych wyrazach nie zrównała się z ogólnopolskim ż lub sz i zwłaszcza w pozycji przed spółgłoską zachowywała element frykatywny, np. wierżba, powierszchnia, gorżki. Prawdopodobnie krtaniowe h [h] przestawano odróżniać od [x] już na początku XIX w. Choć jeszcze w 1914 obecność krtaniowego h wykazywał Tadeusz Lehr-Spławiński, według Jana Zaleskiego w okresie międzywojennym zdecydowana większość inteligencji nie rozróżniała już [h] od [x] i odnotowywano błędy ortograficzne w użyciu h i ch.
Połączenia m + i były w gwarze miejskiej wymawiane jako mń, np. A panny to ma słodziutki ten gród jak sok, czykulada i mniód. Dość często zmiękczane były spółgłoski przed sufiksem –ący, np. świcioncy, nichcioncy; Ona ci zichir kupi ten wielgi pachnioncy syr i trochi tegu śmierdziuncego.
Spółgłoski tylnojęzykowe k, g, x w połączeniu z samogłoską e i ę wymawiane były miękko, a jeśli stały obok siebie w pozycji nieakcentowanej, dochodziło do zwężenia e w i. Połączenia xy ulegały zmiękczeniu do xi, np. Ja ci mówim, wyszła jakaś kubita, mniała pańczochi, ali późni ja spoznał pu głosi, ży to chiba chłop. Aniś pary z giemby ni puścił; chienci, suchi, muchi, bybechi.
W gwarze występowały wahania w wymowie s, ś i z, ź. Zazwyczaj miały one miejsce w nagłosie wyrazów przed spółgłoską p i w oraz przed sufiksem –ny, np. spiwał obok śpiwał, zwirz obok źwirz, boleśny, zazdrośny. Wahania pojawiały się również w wymowie sz i ś oraz ż i ź, np. przyśpilić, Szląsk, wisznia, moźliwi, psisięgam obok przysięgam. W pewnych wyrazach samogłoskę s wymawiano jako sz, np. szpyrytus, szpacyr, szpytać, na sztrychu, szkarpetka, szportuje (uprawia sport).
Miękkie półotwarte nosowe ń w pozycji przed c, ć, s artykułowane było jako twarda głoska zębowa, np. panstwu, tancuji. Przed spółgłoskami wargowymi mogła pojawiać się wtórna nosowość w postaci wtrąconej spółgłoski m, a przed innymi spółgłoskami – n, np. angrest, ankohol, kwandrans, sompel, cinknący.
Wtórna jota pojawiała się w formach czasu przeszłego czasownika iść oraz w wyrazach pochodzenia obcego pod wpływem pierwotnej wymowy w tych językach, np. zajszła, nadejszła, z detajlami (fr. détail /deˈtaj/), pawiljun (fr. pavillon /paviˈjɔ̃/), z gulajsza (węg. gulyás /ˈɡujaːʃ/). W wyrazach obcego pochodzenia mogły się pojawiać zmiękczone spółgłoski tʲ, dʲ, a po całkowitym zasymilowaniu mogły być wypowiadane jako odpowiednio ć i dź, np. batiar, bodiak.
Samogłoska c zamiast cz występowała dosyć regularnie w spójniku czy oraz rzadziej w słowie inaczej, np. Cy jedzeni byłu dobry? Cy un głuchi, cy jak? Bo to trza z babo całkim inacy.

#### Zmiany fonetyczne
W gwarze lwowskiej, podobnie jak w innych gwarach, mogły zachodzić różne modyfikacje fonetyczne polegające na upodobnieniu, uproszczenie i odpodobnieniu. Takie procesy dotyczyły głosek zarówno bezpośrednio sąsiadujących ze sobą, jak i pozostających względem siebie w pewnej odległości.
| zmiana                    | przykład   | zmiana                      | przykład                  |
| ------------------------- | ---------- | --------------------------- | ------------------------- |
| xt → kt                   | autoktony  | łń → mń                     | komnirza, żomnirz         |
| ks → xs                   | wechsla    | łn → łm'                    | kołmirzyk, żołmirz        |
| nz → ndz                  | bendzyna   | xn → fn                     | pafnu                     |
| mkn → nkn                 | zanknienty | mw → mb                     | trambaj                   |
| j → l                     | lubileusz  | ż → dz                      | dzylazny                  |
| udźwięcznienie w nagłosie | dektura    | udźwięcznienie w śródgłosie | wielgi                    |
| ubezdźwięcznienie         | noszyczki  | podwojenie spółgłoski       | wydglondali, zadowolnieni |

| zmiana                              | przykład               | zmiana                                 | przykład                                       |
| ----------------------------------- | ---------------------- | -------------------------------------- | ---------------------------------------------- |
| dst → st                            | przestaw sy            | lb → b                                 | abo                                            |
| fst → st                            | styd, pustani          | lk → k                                 | tyku                                           |
| fsp → sp                            | spomny                 | sc → c                                 | cyzoryk                                        |
| fstr → str                          | strentny               | sksz → ksz                             | du krzynki, krzydła                            |
| fść → ść                            | ścieklizna             | str → tr                               | truś                                           |
| fsz → sz                            | szystki, pirszy        | stk → sk                               | przypuski                                      |
| fc → c                              | cali (wcale)           | stł → sł                               | słumione                                       |
| gdzi → dzi                          | dzie                   | w → ø                                  | ogóli (w ogóle)                                |
| naj → na                            | nasampirw, przynamni   | dłuższe skrócenia                      | cyrączki (całuję rączki), psze (proszę)        |
| uproszczenia w wygłosie przysłówków | zara, wczora           | przestawienia                          | karafiul (kalafior), litigymacji (legitymację) |
| xsz → ksz                           | krzestna               | żw → żb                                | łyżby                                          |
| ctw → stw                           | bidastwu, bugastwa     | tw → kw                                | pukwardnieli                                   |
| czt → szt                           | sztyry                 | rx → rk                                |                                                |
| kk → tk                             | letki, na mientku      | dodatkowe t w grupie -nk-, -ńk-        | malentki, pumalentku                           |
| kt → xt                             | dochtor, chtoś, chtóry | dodatkowa samogłoska do przyimków w, z | ze sali, we Szwecji, zy sirotku                |
| rx → rk                             | szturkać               |                                        |                                                |

Połączenia trz, drz ulegały uproszczeniom do odpowiednio cz i dż, np. wyszczelić, nazajucz, z czema, paczyły, dżewo. Różnym fonetycznym przekształceniom ulegały wyrazy pochodzenia obcego, np. aligancku, liwolwyr, tryjatyr (teatr).
W czasie przeszłym w 1. i 2. osobie liczby pojedynczej akcentowano na trzecią sylabę od końca wyrazu, zachowując w ten sposób archaiczny sposób wymowy, np. poszydym (poszedłem), zgłupiałyś, przyczytałym.

### Słowotwórstwo
W gwarze lwowskiej pewne formanty występowały częściej niż w języku ogólnopolskim. Dużą frekwencję w gwarze wykazywał przyrostek –ko, zastępując ogólnopolski przyrostek –ek. Występował on w zdobniałych lub pieszczotliwych formach rzeczowników rodzaju męskiego, np. Szczepko, wujko, koleżko. Poza tym występował w nazwach narzędzi (np. tarko – tarka), nazwach wykonawców czynności utworzonych od czasowników (np. pitolko od pitolić, podfruwajko od podfruwać – podlotek), w przyswojonych wyrazach ukraińskich (np. buśko – bocian). Przyrostek –ko przeważnie realizowano jako –ku, ponieważ końcowe o znajdowało się w pozycji nieakcentowanej, np. Mańku, tatku. Czasami jako odpowiednika przyrostka –ek używano przyrostka –yk i w przypadku niektórych wyrazów wykorzystywano go zamiennie z –ku, np. dziadyk, dziadku. Z udziałem –yk tworzono takie wyrazy jak Jendryk, czosnyk, stołyk (dopełniacz: Jendryka, czosnyka).
Liczne żartobliwe, zdrobniałe, nacechowane emocjonalnie formy wyrazów tworzone były również za pomocą innych formantów. Najbardziej rozpowszechnionymi były:
- –cio (–ciu, –cia), np. Tońciu, Jańcio, mamcia, Karolcia
- –uńcio (–uńciu, –uńcia), np. frajeruńciu (od frajer), warjatuńciu (od wariat)
- –ęcio (–ęciu; –ęci w rodzaju nijakim), np. ksiunżenciu, przyjacieleńciu, przysingnienci (przysięga), usprawiedliwnienci (usprawiedliwienie)
- –unio (–uniu), np. gościuniu
- –osia, np. Był ci bidosia taki malentki (od bieda)
- –usia, np. babusia (od baba)
- –uk, np. paciuk (od pacię – prosię)
- –yło, np. murmyło (gbur)
- –ajło (–ajłu), np. podlizajło, wykidajło (od wykidać – wyrzucić)
- –ysko (–ysku), np. Przyszkadza mi wszystku i smutny mam pyszczysku[43][41].

Użycie pewnych formantów w gwarze różniło się w porównaniu z językiem ogólnym:
- –ka w nazwach czynności, np. zabawka (zabawa), bitka (bitwa)
- –ka przy spolszczaniu pewnych zapożyczeń, np. krawatka (fr. cravate), byretka (fr. béret)
- –ka zamiast –owa przy określaniu zamężnych kobiet, np. Terenowiczka (od Terenowicz)
- –yni zamiast –owa i odwrotnie, np. krawczyni, dozorcowa
- –ynia zamiast –yni, np. guspudynia
- –owy zamiast –nik, np. lasowy
- –owiec (–owic) zamiast –owy, np. bufetowic
- –nik zamiast –ec, np. makownik (makowiec)
- –aka zamiast –ak, np. chłopaka
- –enie, np. pomyślenie (myśl), poradzenie (porada)
- –anie, np. porozbieranie (rozbiór)
- –ość (–usć) przy tworzeniu nazw abstrakcyjnych, gdzie w języku ogólnym używane są inne przyrostki, np. silnuść (siła), guroncuść (gorąco), spusobnuść (sposób), okrucieństwość, ładnuść[43][41].

Niektóre rzeczowniki powstały na drodze kontaminacji, np.
- chlapiciura (chlać + pić + lura) – zła kawa
- intrygancja (intryga + arogancja), np. narubiła intryguncji
- kalapitra (kalarepa + makitra/makutra) – głowa, np. Szysku mi w kalapitrzy zakałapućkała!
- litosierdzie (litość + miłosierdzie), np. biju bez litusierdzia
- łapawice (łapy + rękawice)
- luftminister (luft + minister) – bezrobotny z wyboru
- niespodziewanka (niespodzianka + spodziewać się), np. ni byłu nispudziwanki
- mordochwyt (morda + chwytać) – fotograf[44].

Kontaminacje występowały także przy tworzeniu formacji przysłówkowych:
- wciągle (wciąż + ciągle), np. Pcha un ci si wciongli i wciongli z tym pyskim.
- najprzód (najpierw + naprzód)
- zakimpierw (zanim + najpierw)
- najsampierw (najpierw + nasamprzód), np. Najsampirw zaczełu polski wojsku jechać.
- zabezdurno (za darmo + bezpłatnie), np. Ta jak? Zabezdurno to ni dajum.
- odraz (od razu + naraz), np. Trza byłu odraz gadać.

W grupie czasowników występują wahania w użyciu przedrostków:
- brak prefiksów w porównaniu z językiem ogólnym, np. nerowować się (denerwować się) – Joj, ta nacu si nyrwować (denerwować się); przedawać (sprzedawać) – Un przedawał pampuchi; ścieknąć się (wściec się) – Ali si ścieknoł.
- występowanie prefiksów, podczas gdy w języku ogólnym odpowiednikami są formy bezprzedrostkowe, np. wtrafić (trafić) – Ani raz ni wtrafił.
- podwójne prefiksy, podczas gdy w polszczyźnie ogólnej odpowiednikami są formy z jednym przedrostkiem, np. sprzytrafić (przytrafić); puspytać (pytać, spytać) – Ni widzisz co robim, ży si puspytujisz?
- inne prefiksy niż w języku ogólnym, np. obglądać (oglądać) – Ja tam ani jidnegu źwirzontka ni ubglondnoł; rozpowiedzieć (opowiedzieć) – Tatku, nu ali ruzpowidz nareszci coś; odwracać (nawracać) – Un na prawdziwy chrześcijański wiary udwraca; spomnieć (przypomnieć) – Ja sy późni spomny.
- kontaminacje, np. wydglądać (wyglądać + doglądać) – Jak wydglonda hipupotam? nazdeptać (nadepnąć + zdeptać) – Chtoś nazdeptał mu na nadgniotki; stanąć się (stać się + stanąć) – Co tobi si stanełu?

### Słownictwo i frazeologia
Słownictwo gwary lwowskiej charakteryzowało się nacechowaniem emocjonalnym. Czasami przenikało do języka wyższego, współtworząc w nim styl potoczny. W poszczególnych klasach znaczeniowych często rozbudowane były ciągi synonimiczne.
W słownictwie gwary można wydzielić następujące warstwy leksykalne: potoczne wyrazy ogólnopolskie, warstwa gwarowa nawiązująca do polskich dialektów ludowych, galicyjska warstwa regionalna (szersza, związana z tworzeniem z Małopolską wspólnoty w obrębie Galicji – części państwa austriackiego), południowokresowa warstwa regionalna (węższa, związana z przynależnością ziemi czerwonoruskiej do państwa polskiego) oraz warstwa wyrazów specyficznie lwowskich.
Przykłady słownictwa gwary miejskiej:
- nazwy kobiety:
  - rubasznie lub bez emocjonalnego nacechowania: baba[49])
  - pogardliwie: klępa, rymunda
  - żartobliwie: (ciocia) drypcia
  - lekkich obyczajów: mytka, szlompa
- nazwy mężczyzny:
  - neutralnie: chłop, gawruk
  - o którym się akurat mówi: gość, gościunio, magik, frajer, wariat
- nazwy dziecka: bambulko, ciamkacz, gnot, mikrus, pimpidelek, śmierdziuch
- nazwy dziewczyny
  - mająca kawalera: binia, dziunia, karolka, lola
  - pogardliwie: dryzda, hadra, pałuba, pinda, pindzia
- głupiec, naiwniak: bałwatuńcio, ciołek, durnowaty, kałakunio, świrk, wariat, wariatuńcio
- części ciała:
  - brzuch: bańdziuch, kołdun, maćko, wańtuch
  - głowa: czerep, harbuz, łepetyna, makówka, makutra (makitra), kalapitra
  - oczy: ślipia, zerkała
  - włosy: badyle, pełechy
- czynności:
  - gniewać się, dąsać się: bańdziurzyć się, fukać się, naduć się
  - iść: drałować, hulać, katulać się, knajać, liźć, tarabanić się, zapylać, zasuwać
  - jeść: frygać, hamać, łopkać
  - kraść: buchać, chapać, grajfnąć, gwizdnąć, nymać, smytrać, zachamanić, zaiwanić
  - pić wódkę: chirzyć (kirzyć), ćmagać, ciągnąć szpyrytus, dać do wiwatu.

Specyficzny charakter gwary podkreślały liczne frazy, idiomy, wykrzykniki, wykrzyknienia, porównania, powiedzenia, przekleństwa. Przykłady: Joj, ta czemu ty nic nie mówił? Ludzie ratujcie! Ludzie, trzymajcie mnie. Ale kłamie! A o! (wym. ṷo) Ta dzie to prawda! Nu fajno! Kakau, czykulada, tytuń. Tu to wszystko rośni? Ukarz mnie Bóg! Gadaj do lampy, mnie nie przekonasz! Ta czemu ni? Ali si ona czypiła jak suchi piasyk mokry renki. Abyś się w precel skręcił! Abyś spuchł jak nitka! Bodajś skisł! Niech to dunder świśnie! Nagła krew z buraczkami!  Weźci mi spud niego, bu zabiji jegu! (niech się odczepi) Cały Lwów na mój głów (wszystkie kłopoty na mnie) Daj pyska!.
W gwarze używano różnych zapożyczeń z języka ukraińskiego, niemieckiego, jidysz i żargonu złodziejskiego, gdzie stanowiły neutralny stylistycznie element mowy. W kulturalnym dialekcie Lwowa pojawiały się one wyłącznie jako słownictwo nacechowane, np. w celu nadania wypowiedzi humorystycznego zabarwienia.
Do przykładów ukrainizmów należały słowa jak: bałak, barabola (ziemniak), bulba (ziemniak), mancić (wyłudzać), prynuka (zachęta), śloza (łezka), zahumenie (dalekie przedmieście, wygwizdów), żmenie (dłoń, garść). Poza tym pod wpływem języka ukraińskiego mogło dochodzić do mieszania znaczenia słów słychać i czuć oraz wiedzieć i znać. Do zapożyczeń niemieckich należały takie słowa jak ancug (ubranie, zwłaszcza męskie), cwajer (dwója), geszeft (interes, zarobek), ibercyjer (marynarka), recht (racja), rychtować (przygotowywać), na zicher (na pewno). Do zapożyczeń żydowskich należały słowa jałuf (lament), meszigene (meszugene – zwariowany), rejwach (wrzask, zamieszanie). Do zapożyczeń z żargonu złodziejskiego należały słowa takie jak chatrak (konfident, tajniak), chawira (mieszkanie, dom), chirus (pijak), gawruk (mężczyzna, facet), juchcić (kraść), smytrać (kraść).
Udział słów pochodzenia obcego w słownictwie gwary wynosił ok. 50%, w tym pochodzenia niemieckiego 21%, zaczerpniętego z żargonu przestępczego 18%, z języka ukraińskiego 7,9% i jidysz 2,6%.

### Składnia

#### Orzeczenie
W orzeczeniu imiennym, gdy w funkcji orzecznika występował rzeczownik, mógł on zamiast w narzędniku występować w bierniku i być poprzedzony przyimkiem za lub występować w mianowniku, np. Ta jaby ni móg być za duchtora. Ty jezdeś za kilnerki. Nie bądź frajer!
Pod wpływem języka ukraińskiego czasownik wziąć mógł pełnić rolę orzeczenia dodatkowego oprócz właściwych czasowników, np. Weź zjidz.

#### Związki syntaktyczne
W gwarze w deklinacji przymiotników i zaimków nie odróżniano rodzaju gramatycznego w liczbie mnogiej. Nie odróżnano także kategorii osobowości w liczbie mnogiej rzeczowników rodzaju męskiego, a formy czasu przeszłego w liczbie mnogiej nie miały różnych form w zależności od rodzaju. Przy rzeczownikach, przymiotnikach, liczebnikach i zaimkach występowały na ogół końcówki właściwe postaciom żeńsko-rzeczowym, a w przypadku czasowników używano końcówek charakterystycznych dla rodzaju męskoosobowego. Przykłady: A facety aligancku byli ubrany? Karafioły i ożyny podrożeli. Ty słyszał, ży tam kubity fajny byli?
W przypadku niektórych czasaowników i rzeczowników przyjmujących przydawki rzeczowne występowała inna rekcja niż w polszczyźnie ogólnej. Różnice te polegały na użyciu:
- biernika zamiast dopełniacza
  - po zaprzeczonych czasownikach (tzw. accusativus tromtadraticus), np. Żebyś choć był ni puwiedział to słóweczku. Ni mieli prawu.
  - po liczebnikach głównych od pięciu wzwyż i po rzeczownikach lub przysłówkach wyrażających ilość, np. sikawki na pińć metry; pitnaści tylifony jegu brzenczy, ta z osim litry, funt jagły wysypałym.
  - po niektórych czasownikach i słowach wyrażających żal, ubolewanie, np. Byłby zapomniał bilet. Szkoda kużdy słowu.
  - w funkcji przydawki rzeczownej poprzedzonej przymiotną, np. Masz tu bałabuchi i butelki ciemny piwu[54][58].
- dopełniacza zamiast biernika
  - w funkcji dopełnienia w przypadku takich czasowników jak wziąć, wypić, poprawić, prosić, śledzić, zabrać, zaniedbać, np. Jeszczy zapałków zabiorę u żyda. Można wypić bruderszafta?
  - po liczebnikach głównych dwa, trzy, cztery i wielowyrazowych, w których występują one w ostatnim członie, np. dwa takich lat, trza czekać tyku 24 godzin.
- celownika zamiast dopełniacza w funkcji przydawki, np. nastąpił kres potędze Austrji.
- celownika zamiast biernika w funkcji dopełnienia bliższego, np. przepraszam tobi; proszem tobi ślicznie[58].

Niektóre dopełnienia i przydawki rzeczowne poprzedzane bywały przyimkami, podczas gdy w polszczyźnie ogólnej miały swoje odpowiedniki jako formy przypadkowe, np. nie wolno dla niego przeszkadzać, cały z potym ubcieknienty; za czym szukasz? Upił si na winie.
Poza tym po niektórych przyimkach występował inny przypadek gramatyczny. Biernik występował zamiast dopełniacza po przyimkach do, koło, według, względem, o, np. według te ukulicznuść. Ja to pustawił kołu drzwiczki ud pieca. Aby inu du Mańki imininy duciongnonć. Ta to była pacałycha (zabawa) wzglendym tegu co bedzi tera na wojni. Biernik mógł występować zamiast miejscownika po przyimku o, np. Bedym ci bałakał o skutecznuść gazmaski.
Przyimek w z biernikiem mógł być użyty zamiast do z dopełniaczem w funkcji okolicznika miejsca, np. ja szedł w ogród. Ponadto używano go zamiast na z biernikiem lub miejscownikiem w funkcji okolicznika miejsca, np. pokój w parterze, ustawili książkę w półki. Przyimek do z dopełniaczem mógł być użyty zamiast u z dopełniaczem, np. Ta skund du ciebi taki pumyśleni?
Przyimek za mógł być użyty z dopełniaczem, np. za przedostatnich wakacyj, mógł być użyty z narzędnikiem zamiast z z dopełniaczem, np. za inicjatywą Franciszka Smolki.

#### Funkcje bezokolicznika
Bezokolicznik w gwarze lwowskiej w porównaniu do polszczyzny ogólnej mógł niekiedy pełnić dodatkowe funkcje:
- występować w funkcji okolicznika celu, np. Pułożył si krzyżym leżyć. Ta dziewczynisku szło lecić do matki skarżyć.
- tworzyć konstrukcje typu accusativus cum infinitivo, np. Ja go dziś widział iść[54][60].

#### Przeczenie
Zarówno w gwarze, jak i w dialekcie kulturalnym w zdaniach pytajnych lub nacechowanych emocjonalnie pojawiała się partykuła przecząca nie, która nie służyła do typowej negacji. Pełniła ona zadanie przeciwne, miała podkreślać prawdziwość sądów, czynić je dobitnymi, np. Ali słuchaj, co ta Sfefka ni zrubiła.

#### Imiesłowowe równoważniki zdań
W gwarze istniała tendencja do zastępowania form imiesłowu przysłówkowego współczesnego imiesowem przymiotnikowym czynnym. Powstałe w taki sposób imiesłowowe równoważniki zdań pełniły funkcję okolicznikowych wypowiedzień czasowych, warunkowych i przyczynowych, np. Un raz z wieczora ud ni wracajoncy, zdybał te hebry (kiedy wracał, spotkał tę kompanię). Powidz ji, niby nic niwiedzoncy, ży tyby sy poszyd du chałupy (jakbyś nie wiedział). Stara Bańdziuchowa nima lepszy ruboty, nic ni rubionca, wciągli si handryczy (ponieważ nic nie robi).

#### Zespolenia zdań podrzędnych
Spójnikiem że mogły się zaczynać zdania przydawkowe wyszczególniające zamiast zaimka względnego który, np. Ja lubi tyku taki kacaraby (koty), ży so uswojony. Ten ło śliczny, ży ma ogun inny maści. Zdania przydawkowe znamionujące były przeważnie wprowadzane zaimkiem względnym co zamiast zaimka który, np. Dał jij to jedyn chłupaka, co jo tak bajeruje. Zdania dopełnieniowe układowe łączono w gwarze zaimkiem względnym co zamiast spójnika że, np. Ja myślim, co w Amerycy bimbru nie robią. W zdaniach okolicznikowych czasu pojawiał się zaimek względny jak zamiast zaimka względnego kiedy, np. Dzie ty był, jak ciebi ni byłu? Ponadto używano temu zamiast dlatego (np. temu, bo nie chcym), na co zamiast po co (np. ta na co pulicja?), czego zamiast dlaczego (np. ta czegu halt?).

#### Partykuła ta
Charakterystyczną cechą całego dialektu lwowskiego jest występowanie partykuły nawiązującej ta o charakterze ekspresywnym. Partykuła ta jest odrębna od identycznej partykuły występującej w innych polskich gwarach, w których nie pełni funkcji metatekstowej, związanej z organizacją tekstu mówionego (roli modulantów wprowadzających). Najprawdopodobniej wyraz jest przykładem rzadkiego ukrainizmu funkcjonalnego. 
Porównaj:

A: Ta tatu, ta tata tu?!

B: Ta tu.

A. Ta ja tyż tu!

z ukraińskim:

– Tа чого ти хочеш?

– Tа дай мені спокій.

### Fleksja

#### Rodzaj gramatyczny
W przypadku niektórych rzeczowników, zwłaszcza pochodzenia obcego, występują wahania w rodzaju gramatycznym, np. Wujku cygar sy jarzył. Narobił fajny młyn w labulatorii. Do rodzaju męskiego należały wyrazy: cygar, gitar, morel, zapałek, gorąc, szprotyk, strucel. Do rodzaju żeńskiego należały rzeczowniki: beretka, krawatka, kafla, cień, patrol, przerębla, gimnazja, laboratoria. Do rodzaju nijakiego należały takie wyrazy jak: tarko, album, powidło (w języku ogólnym tylko liczba mnoga).

#### Deklinacja

##### Deklinacja w liczbie pojedynczej
W deklinacji rzeczowników rodzaju męskiego częściej niż w polszczyźnie ogólnej występowała w mianowniku liczby pojedynczej końcówka –o (w pozycji nieakcentowanej –u), np. Ditku (diabeł) go wie, buśku (bocian), tatu. W dopełniaczu liczby pojedynczej rzeczowników nieżywotnych częściej używano końcówki –a zamiast –u, np. front stoła, zysadzić z trona. W celowniku końcówka –owi była bardziej rozpowszechniona, występowała nawet u rzeczowników rodzaju męskiego zakończonego w mianowniku na –a, np. chłopowi, psowi, kulegowi.
W deklinacji rzeczowników rodzaju żeńskiego w mianowniku zamiast spółgłoskowej końcówki lub końcowego –i pojawiała się często końcówka –a, np. pieczenia, dłonia, pania, hrabinia, mysza. Zasadniczo jednak deklinacja rzeczowników rodzaju żeńskiego i nijakiego pokrywała się z odmianą w polszczyźnie ogólnej po uwzględnieniu przekształceń fonetycznych.
W odmianie przymiotnika w bierniku w rodzaju męskim występowała przy rzeczownikach żywotnych końcówka taka jak w dopełniaczu, tj. –ego (–egu), natomiast przy rzeczownikach nieżywotnych – końcówka taka jak w mianowniku, tj. –i, –y, np. masz świcioncegu, ślicznegu konia; ty masz mientki sercy. W rodzaju nijakim występowała końcówka e ścieśniona do –i, –y (jak w mianowniku), np. bidny źwirzy zustawił na mrozi stać. W rodzaju żeńskim zamiast końcówki –ą występowało zakończenie –ę, zwykle odnosowione do –e i dalej zwężone do –i, –y. W wyniku tego często ujednolicone były końcówki przymiotnika i rzeczownika, np. przez Serbski ulicy, wyjmuji żywy gięś.
Przymiotniki w połączeniach z rzeczownikami rodzaju żeńskiego przyjmowały w dopełniaczu, celowniku i miejscowniku końcówkę –ej, która ulegała ścieśnieniu do –i, –y, np. du taki paskudny ruboty namawiała; co moji śliczny Francy kupić; grału to na płyci gramufunowy.

##### Deklinacja w liczbie mnogiej
Zanikała na ogół w mianowniku liczby mnogiej końcówka –owie, np. nasze dochtory, stały tam króle i hetmany. W rzeczownikach obcego pochodzenia zachowywana była końcówka –a, np. trza ji dać pryzenta; Dzie ty te dokumenta zaszurał? W dopełniaczu końcówka –ów pojawiała się i po tematach twardych, i po tematach fonetycznie oraz funkcjonalnie miękkich, np. widelców ni było, płótno dla malarzów; również w dopełniaczu rzeczowników rodzaju żeńskiego, np. ud tych kubitów.
W gwarze lwowskiej nie odróżniano lub niekonsekwentnie rozróżniano rodzaj męskoosobowy od niemęskoosobowego, np. te Niemcy, ptaszki piszczeli, kubity zaczeli. W liczbie mnogiej w mianowniku w odmianie przymiotnika występowała końcówka niemęskoosobowa –e realizowana w pozycji nieakcentowanej jako –i, –y, np. to dziki ludzi, szwedzki Polaki, ciężki czasy. W bierniku występowały podobne końcówki (np. un widział na własny oczy) pokrywające się z mianownikiem, ale w przypadku rzeczowników żywotnych mogły pojawiać się końcówki –ych, –ich identyczne jak w dopełniaczu, np. udwraca dzikich ludzi na krześcijański wiary.
W mianowniku liczby mnogiej używano przeważnie zaimka one (forma niemęskoosobowa), jednak pod wpływem akcentu wymawiana była jako oni (pozornie przypominając formę męskosobową), np. oni ni maju skórki (truskawki, agrest). W bierniku natomiast pojawiała się przeważnie forma męskoosobowa zamiast niemęskoosobowej, np. pokaż ich panu inspektorowi (bilety).
Obok form nieodróżniających kategorii rodzaju gramatycznej (np. żeby ni te dwa warjaty), w rodzaju męskoosobowym w liczebnikach w dopełniaczu, bierniku i miejscowniku pojawiała się końcówka –och, np. z pitnastoch stron, zaprosił dwoch inszych, źwirzenta chudzili na dwoch nogach.

#### Fleksja czasownika
Czasowniki charakteryzowały różnorodne wyrównania analogiczne postaci morfologicznej tematów rdzeni czasownikowych. Polegały one m.in. na:
- wyrównaniu tematu bezokolicznika i czasu przeszłego do tematu czasu teraźniejszego, np. napadnońć, napadneli, zapomnońć
- wyrównaniu sufiksu tematycznego bezokolicznika do samogłoski z końcówek osobowych czasu teraźniejszego, np. lecić, leżyć, siedzić.
- wyrównaniu tematu czasu teraźniejszego do tematu bezokolicznika i czasu przeszłego, np. czerpam, dziubaj, łamaj, płukaj
- wyrównaniu tematu 1. os. l. poj. i 3. os. l. mn. do tematu pozostałych form czasu teraźniejszego, np. ja kładzę, oni kładzą.

Mogły występować zmiany w rdzeniach niektórych czasowników, np. spaźniać (spóźniać), puskać (puszczać), siendnonć (siąść).
Formy osobowe w czasie przeszłym mogły być tworzone na dwa sposoby:
- za pomocą końcówek osobowych podobnie jak w polszczyźnie ogólnej, np. słyszałym. W mowie pojawiał się w takich formach archaiczny akcent na 3. sylabie od końca
- za pomocą zaimków osobowych podobnie jak na całym obszarze ruskim, np. ty słyszał.

Formy bezkońcówkowe były bardziej popularne wśród ludzi posługujących się gwarą, osób dwujęzycznych; wśród inteligencji częściej używano form z końcówkami osobowymi.
| Koniugacja    | I                      | I                 | II                     | II                | IV                     | IV                |
| Koniugacja    | końcówki ogólnopolskie | końcówki lwowskie | końcówki ogólnopolskie | końcówki lwowskie | końcówki ogólnopolskie | końcówki lwowskie |
| ------------- | ---------------------- | ----------------- | ---------------------- | ----------------- | ---------------------- | ----------------- |
| 1 os. l. poj. | -ę                     | -i, -y; -im, -ym  | -ę                     | -i, -y; -im, -ym  | -'em                   | -im               |
| 2 os. l. poj. | -'esz                  | -isz              | -isz, -ysz             | -isz              | -'esz                  | -isz              |
| 3 os. l. poj. | -'e                    | -i, -y            | -i, -y                 | -i, -y            | -'e                    | -i, -y            |
| 1 os. l. mn.  | -'emy                  | -'emy             | -imy, -ymy             | -imy, -ymy        | -'emy                  | -'emy             |
| 2 os. l. mn.  | -'ecie                 | -'eci             | -icie, -ycie           | -ici, -yci        | -'ecie                 | -'eci             |
| 3 os. l. mn.  | -ą                     | -u                | -ą                     | -u                | -ą                     | -u                |

## Bałak w sztuce
Bałak był używany w twórczości plebejskiej powstającej w każdej dzielnicy. Piosenki lwowskiej ulicy ukazywały miejski folklor, sprawy najniższej i najuboższej warstwy społecznej miasta, wykonującej prace niewymagające kwalifikacji lub niepracującej. Z jednej strony w tekstach widoczny jest realizm, pojawiają się autentyczne postaci, nazwy lokali, z drugiej wyraźna jest również tendencja do idealizowania miasta.

Z dala ud gwaru miasta i barów,
het za rugatku jest szynk „Pud Kratku”.
Szynkarz ni frajir, na kredyt daji,
czy kto zabuli, abu tyż ni.
Muzyka ciuchra fajny sztajery,
klawy walczyki, taki ży strach.
(...) Arynsztukracja zaużdy si zbira,
funia mi struga, nosa zadziera.

piosenka lwowska w rytmie walca,
lata trzydzieste XX w.

„Ta joj” mni nazywaju, dzie tylku zjawi si,
uśmich na ustach maju tam, dzie zubaczu mni.
Ja si tym nie przyjmuji, Bogu dzienki jestym zdrów,
sam si tyż dobrzy czuji, ży rypryzyntuji Lwów.

[...]„Ta joj” Jóźku, nie rób hecy, co tu robisz, zara mów,
widzy, ży masz tengi plecy, z gemby widać cały Lwów.
Zamarstynów i Kliparów, tam dzie wiary naszy ćma,
pozdrów lwowskich tyż batiarów, takich Jóźków, jak i ja.

„Ta joj” mni nazywaju
lata trzydzieste XX w.

W piosenkach wywyższano lwowskich batiarów, czasem identyfikowano ich z lwem – symbolem odwagi i niezłomności, jednocześnie nawiązującym do herbu Lwowa i kamiennych figur przed ratuszem. Batiarzy w piosenkach wyrażali pogardę dla władzy i prawa i kult wolności osobistej. Przeciwstawiali się oni sądom i policji, z którymi nie bali się konfrontować. Nazwiska niektórych policjantów nawet utrwalali w piosenkach.

Gdy tramwajim jechał ja
baba robi krzyk.
Ktoś turebki grajfnuł jij:
Łapać, pomóc w mig!
Ali jij si tak zdawału
bum ja hultaj jakich mału.

Wtem nadchodzi pulicaj
i zabira głos.
Ja swo giry udwijam,
pulicaja w nos.
Aż mu z nosa pukapału,
benc gu jeszczy, bu to mału.

Szwenderbal si zaczyna
muzyczka gra już,
a ja grzeczny chłopczyna
z bukicikim róż.
O buziaka proszy śmiału,
bum ja hultaj jakich mału.

fragmenty jednej z najpopularniejszych lwowskich piosenek
U dwunasty godzini, ok. 1910

Jednocześnie batiarzy próbowali ze swojego ubóstwa uczynić swoistą wartość, głosząc że najważniejsza w życiu jest wolność, przyjaźń kolegi i kochająca dziewczyna.

Pupamientaj ty sy, Tońku!
Powidz, Szczepciu, powidz co?
To si tobi przyda,
bu pamientaj, ży ni bida,
ali piniundz, to niszczeńści, o!
Kto ma forsy, temu zdaji si,
temu zdaji si, ży un król,
żyji, piji i przydstawia si
kużdyn przy nim nul.
A gdy nagli forsa skończy si,
zara skończy si cały bal,
stenka, kwenka i zustaji mu
po ty forsi żal.
A my dwa, oba cwaj,
ni mamy nic i mamy raj!
Nam nic nie zrobi zło,
bu trać, jak ni masz co!
Jak jest zima, to martwimy si,
a ciszymy si, jak jest maj,
i bez świat hulamy sobi tak
razym oba cwaj.

piosenka z filmu Bendzi lepi, 1936

Batiarzy czasem przyjmowali postawę cynicznie obojętną, czasem stawali w obronie słabszego i gotowi byli poświęcić życie za ojczyznę. W obliczu I wojny światowej w piosenkach pełen wdzięku, ale i zadzierności lwowski batiar zamienił się w regularnego żołnierza, a poczucie miejskiej wspólnoty zamienił na wspólnotę narodową. Osobną kategorią byli zbrodniarze wzbudzający strach i sensację, niewpisujący się w mit batiara.

Wojny z Moskwu przyszli czasy,
idzim w pola, idzim w lasy,
pośród wujenny udmenty,
świt Ujczyzny ruzpuczenty.
Du Królestwa wnet wkroczymy,
ud caratu uwolnimy.

[...]Żegnaj nam, kuchany Lwowi,
wnet si o nas każdy dowi.
My na wojny już idziemy
i Muskala tłuc bydziemy.
A ta nasza lwoska wiara
puwiesi nawyt i cara.
A winc naprzód już,
niech zustaji tchórz,
lwoska wiaru, na bój rusz!

fragmenty piosenki powstałej w obliczu ofensywy austriackiej
przeciw Rosji na terenach między Wisłą a Bugiem,
wyrażającej marzenia o niepodległości, 1914

Poza tym poruszano tematykę miłosną ukazującą miłość w sposób ckliwy lub żartobliwy.

Du parku ja sy puhulał,
taj siadać mi si zachciału,
wtem patrzy, a na ławeczcy,
tam siedzi sy klawy ciału.
[...]I tak my sy bałakali,
aż si na dworzy ścimniłu.
Ona mi pada w ubjeńcia,
a ja ji całuji w ryłu.

fragment Ballady o Mańci Szponderek,
początek XX w.

Cechą charakterystyczną piosenek był komizm dodatkowo wzmagany przez regionalno-gwarowe brzmienie wyrazów. Brak komizmu występował tylko w niektórych tekstach religijnych i patriotycznych.
Na wzór tej twórczości plebejskiej powstawały teksty lwowskich satyryków i humorystów – Adolfa Kitschmana, Józefa Rappaporta, Henryka Zbierzchowskiego. Duże zagęszczenie charakterystycznych cech gwary lwowskiej w sposób wręcz przerysowany zawierały humorystyczne dialogi Szczepcia i Tońcia z audycji Wesoła Lwowska Fala odtwarzane przez Kazimierza Wajdę i Henryka Vogelfängera. Po II wojnie światowej gwarę lwowską w poezji wspomnieniowej wysławiał m.in. Witold Szolginia i Andrzej Chciuk.

O mowu rudzinna, o bałaku lwowski,
Dźwieńczny jak harmonia, jak metal dzwunioncy,
Na bruku kamiennym mojij Łyczakoskij,
Tu rozlewni wolny, to z szwungim pyndzoncy.

Witold Szolginia, O lwowski bałaku!

Pojawiały się różne teksty w gwarze lwowskiej, zwłaszcza we Wrocławiu, np. w czasopiśmie Pacałycha, którego współtwórcami byli Karol Baraniecki i Wojciech Dzieduszycki, w dzienniku Słowo Polskie w 1946 w rubryce Podsłuchanie podpisywanej Jotko, we Wrocławskim Kurierze Ilustrowanym w historyjkach obrazkowych pt. Jóźku i Walerku w latach 1947–1948, w audycjach Studia 202 pt. Jóźku i Miśku nadawanej w latach 1957–1958.
Przykładem wykorzystania gwary lwowskiej w literaturze jest książka pt. Lwowskie gawędy z 1954, autorstwa Kazimierza Schleyena.

## Słownik
W latach 60. anonimowy autor emigracyjny przekazał na rzecz Koła Lwowian w Londynie stworzony przez siebie, obszerny Słownik Gwary Lwowskiej.